# Pleurodasys
Genre
Pleurodasys est un genre de gastrotriches de la famille des Cephalodasyidae.

## Liste des espèces
Selon World Register of Marine Species (23 juin 2025) :
- Pleurodasys helgolandicus Remane, 1927
- Pleurodasys incomptus Todaro, Dal Zotto, Bownes & Perissinotto, 2017

## Systématique
Ce genre a été décrit par Remane en 1927. Il est placé dans les Cephalodasyidae par Hummon (d) et Todaro (d) en 2010.

## Publication originale
- (de) Remane, « Neue Gastrotricha Macrodasyoidea », Zoologische Jahrbücher Abteilung für Systematik, Geographie und Biologie der Tiere, 1927, vol. 53, p. 203-242.